# 圣方济各圣殿 (博洛尼亚)

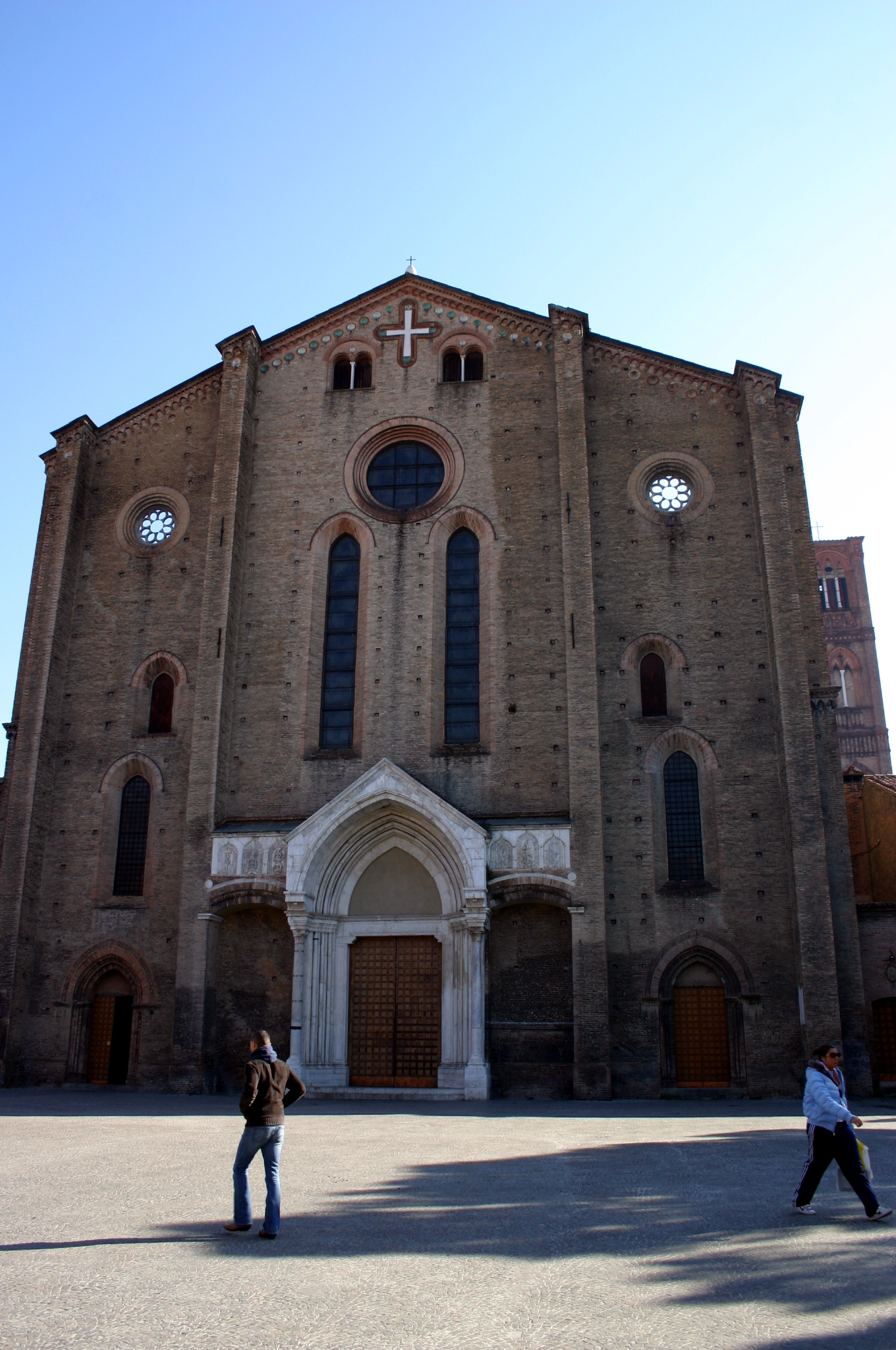
立面

博洛尼亚圣方济各教堂（Chiesa di San Francesco）是意大利北部城市博洛尼亚的一座教堂，始建于1236年，由马可和他的兄弟若望，一位方济各会修士所建。
除了罗曼式的立面之外，它的内部是意大利最好的法国哥特式建筑的范例，有一个中殿和两个侧廊，高高的拱顶被尖拱和扶壁分为6个部分（如同 巴黎圣母院）。
这座教堂还有法学家Accursius、Odofredus等人的雕像。